# Méliphage à joues d'or
Caligavis chrysops
Espèce
Statut de conservation UICN

 LC IUCN3.1 : Préoccupation mineure
Le Méliphage à joues d'or (Caligavis chrysops, anciennement Lichenostomus chrysops) est une espèce de passereau méliphage originaire d'Australie.  Il est constitué de trois sous-espèces. L'espèce est en partie migratrice, les oiseaux migrant du sud vers le nord pendant l'hiver austral.

## Description
Il a une taille de 15 à 17,5 cm. Comme son nom l'indique, il a une bande jaune doré sur les joues, entre deux bandes noires et un œil bleu. Les deux sexes sont semblables, mais les mâles sont légèrement plus gros et plus lourds. Les jeunes sont semblables aux adultes, mais ils sont plus pâles, il manque des stries au-dessus et le croupion est plus brun. L'espèce est capable de détecter des champs géomagnétiques et s'en sert pour naviguer lors de la migration.

## Répartition et habitat
Il habite la côte est de l'Australie depuis le nord du Queensland jusqu'à l'Australie-Méridionale. Son principal habitat est les forêts  ouvertes et les bois mais il est également présent dans les parcs des zones urbaines. Il peut habiter également dans les forêts tropicales et les forêts de mangrove. Il vit du niveau de la mer à la zone subalpine.

## Alimentation
Il se nourrit de nectar, notamment celui des eucalyptus et des Banksias, de graines, de fruits et d'insectes et cherche principalement sa nourriture dans le feuillage des arbres.

## Mode de vie
Il vit en couples.

## Reproduction
Le mâle établit un territoire, que les deux parents vont défendre contre les nouveaux venus de la même espèce ou d'autres. Au cours de la saison de reproduction les couples peuvent avoir plusieurs couvées. Les nids, qui sont situés près du sol, sont construits par la femelle seule et elle seule couve les œufs. La taille de la couvée varie de 1 à 3 œufs et il faut deux semaines environ pour que les œufs éclosent. À l'éclosion, les deux parents se partagent l'alimentation des jeunes poussins. Ils ont leur plumage définitif au bout de 13 jours et quittent le territoire parental après un nouveau délai de deux semaines.

## Taxinomie
À la suite des travaux phylogéniques de Nyári et Joseph (2011), cette espèce est déplacée dans le genre Caligavis par le Congrès ornithologique international dans sa classification de référence version 3.4 (2013).

### Sous-espèces
D'après la classification de référence du Congrès ornithologique international (version 6.2, 2016), cette espèce est constituée des trois sous-espèces suivantes :
- Caligavis chrysops barroni du nord-est de l'Australie ;
- Caligavis chrysops chrysops de l'est de l'Australie ;
- Caligavis chrysops samueli du sud de l'Australie.

## Galerie

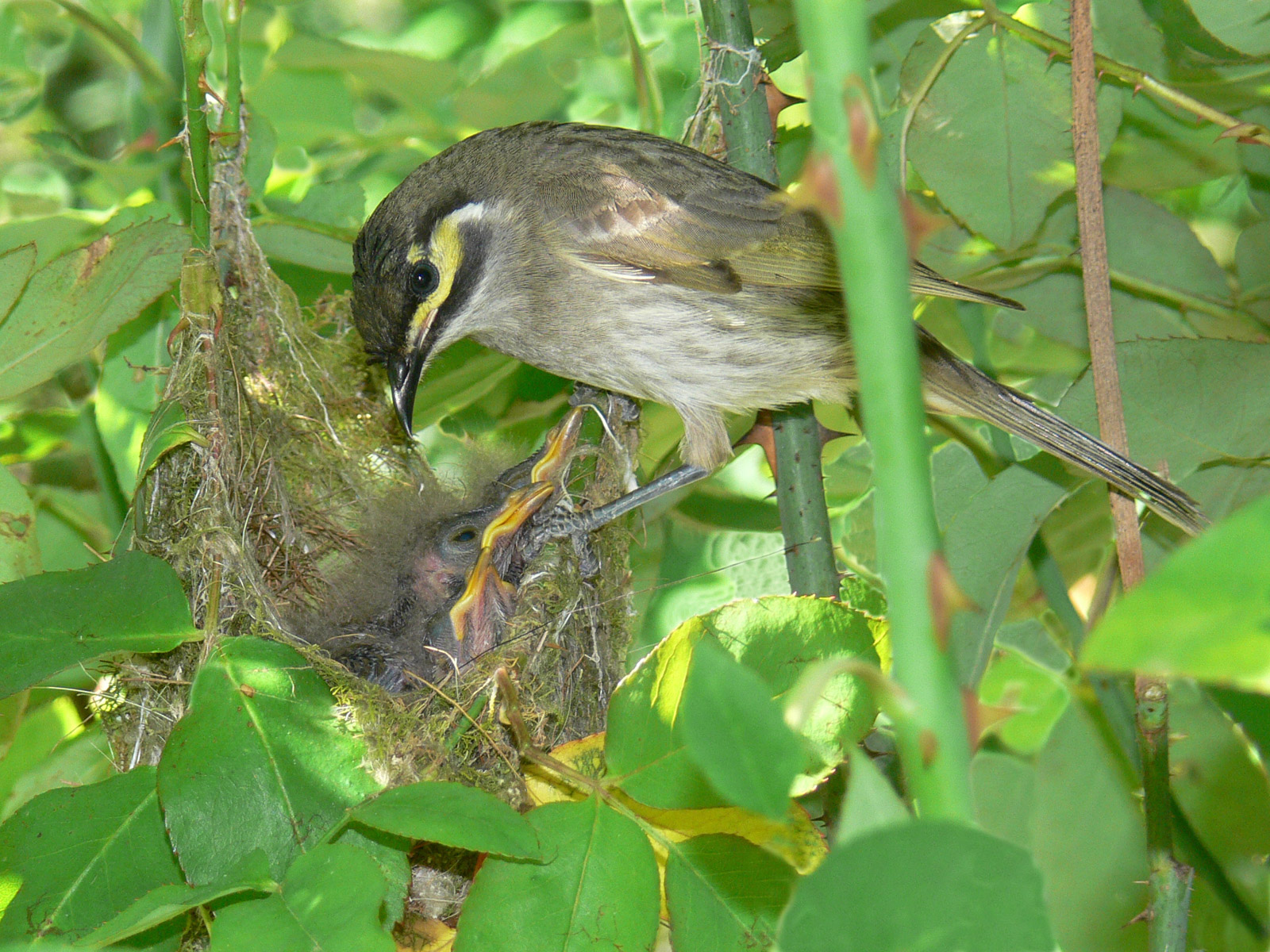
La nourriture des poussins
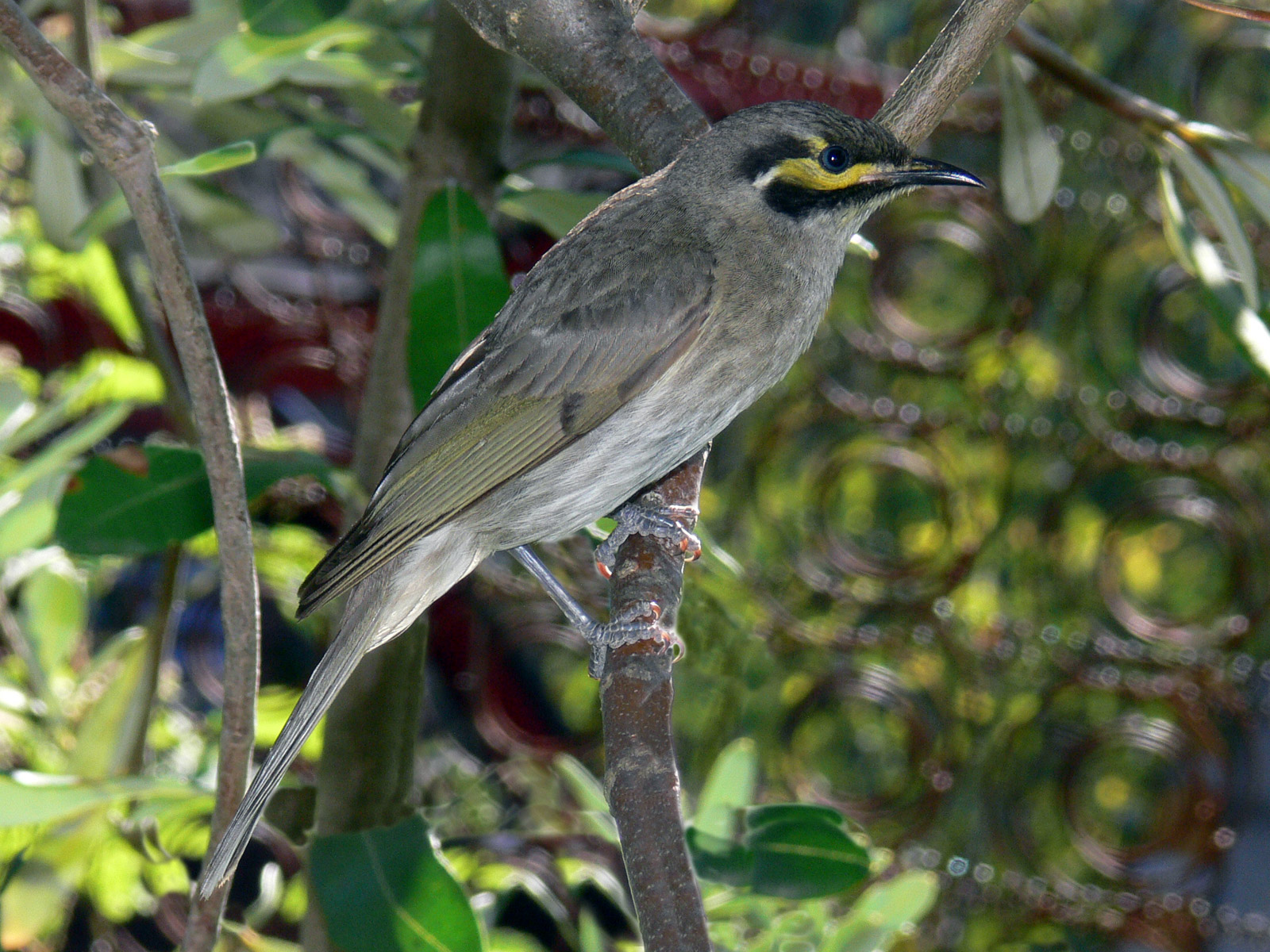
Un adulte
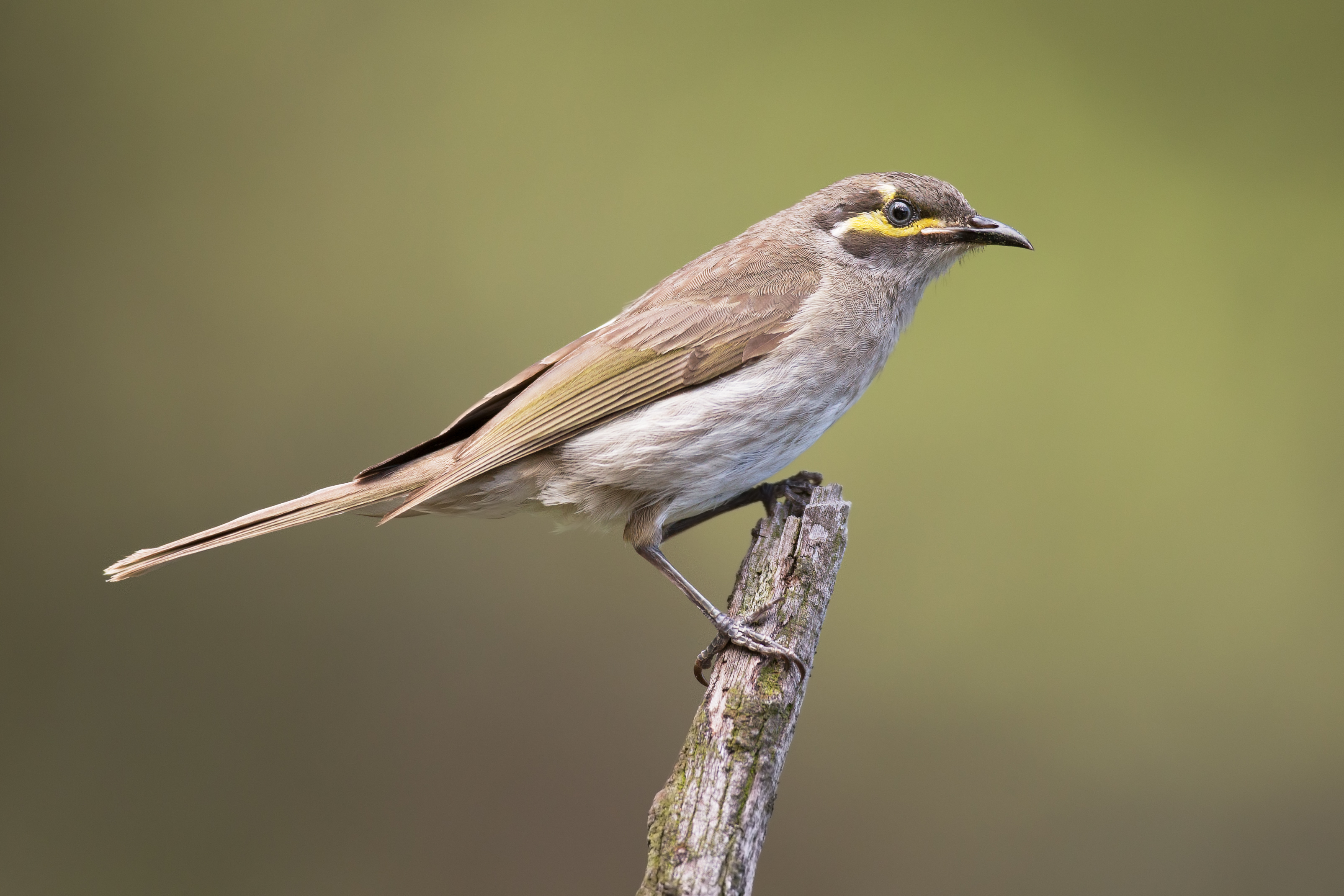
Un autre méliphage à joues d'or, dans la réserve du lac Parramatta, Australie. Décembre 2018.
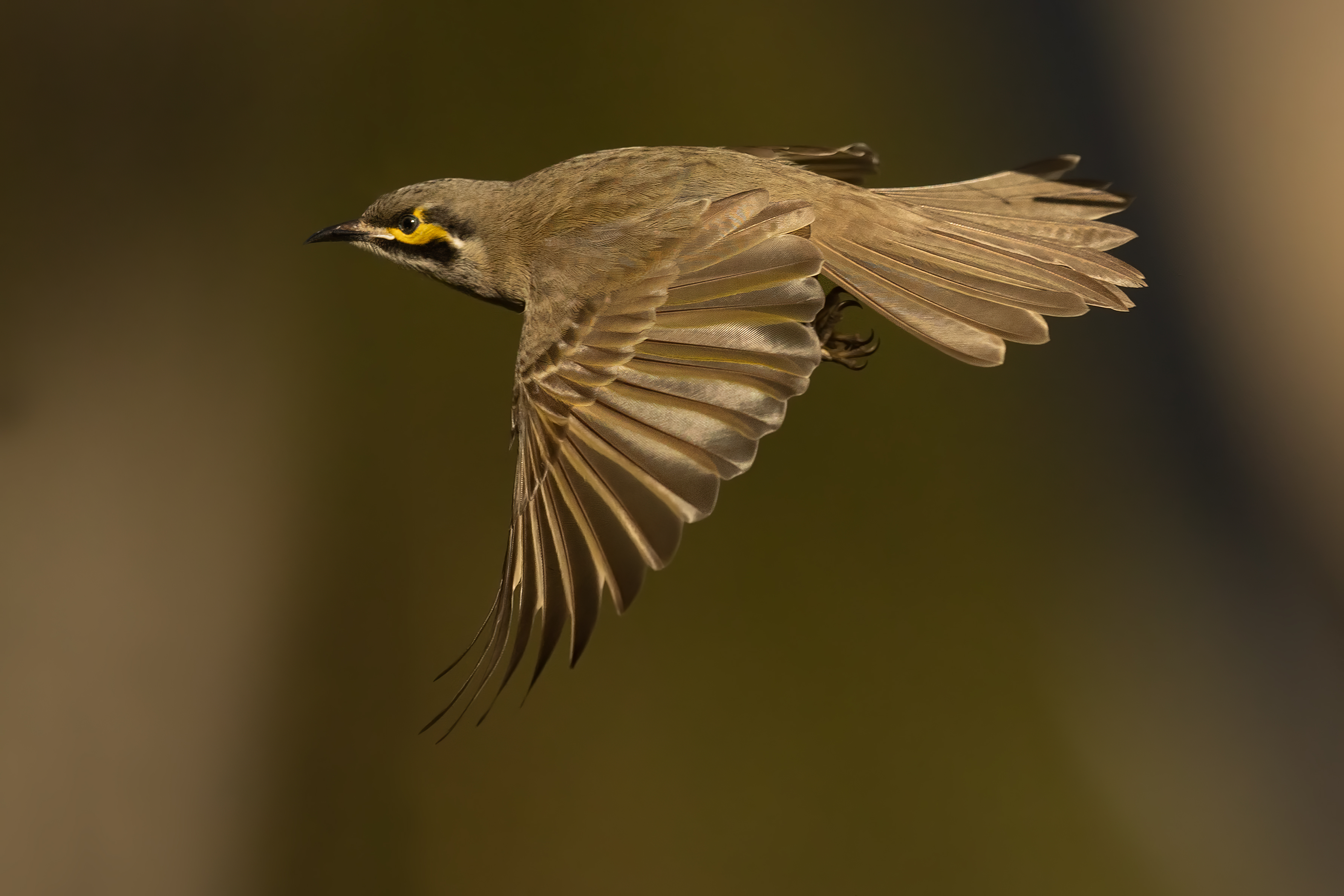
Un autre méliphage à joues d'or, dans la Castlereagh Nature Reserve (en), Australie. Juin 2020.